# Jan XXII
Jan XXII (łac. Ioannes XXII, właśc. Jacques Duèse; ur. ok. 1244 w Cahors, zm. 4 grudnia 1334 w Awinionie) – papież w okresie od 7 sierpnia 1316 do 4 grudnia 1334.

## Życiorys
Urodził się w bogatej mieszczańskiej rodzinie, jako syn szewca z Cahors. Studiował prawo i teologię w Cahors i Montpellier, był proboszczem kościoła św. Andrzeja w Cahors. W 1289 wyjechał do Neapolu. Był wychowawcą i doradcą króla Neapolu Karola Roberta; z poręki króla został biskupem Fréjus, a następnie Awinionu. Brał udział w pracach soboru w Vienne w 1311, zwłaszcza w procesie wytoczonym templariuszom.
Po śmierci papieża Klemensa V nastąpił ponad dwuletni wakat na tronie papieskim. Kilka grup kardynałów, skłóconych ze sobą i reprezentujących interesy różnych panujących, nie mogło uzgodnić osoby nowego papieża. Ostatecznie po interwencji króla Francji Filipa V wybór konklawe w Lyonie w 1316 r. padł na biskupa d'Euse, liczącego już około 72 lata. Elekt, który przyjął imię Jana XXII, rządził Kościołem 18 lat i był jednym z energiczniejszych papieży okresu awiniońskiego.
Początkowo chciał przenieść się do Rzymu, jednak na prośby kardynałów, postanowił pozostać w Awinionie. Na początku pontyfikatu zreformował administrację kościelną: zwiększył zakres prowizji papieskich, zakazał posiadania więcej niż dwóch beneficjów, podzielił większe diecezje na mniejsze, wprowadził nakaz płacenia annatów i zreorganizował kurię.
W 1317 ogłosił bullę Spondent quas non exhibent divitias wymierzoną w alchemików.
W 1326 lub 1327 w bulli Super illius specula dał inkwizytorom prawo ścigania sprawców praktyk magicznych jako heretyków.
Papież popadł w konflikt z franciszkanami, w wyniku czego doszło do schizmy i nałożenia ekskomuniki na generała zakonu, Michała z Ceseny, który uciekł na dwór króla niemieckiego. Wkrótce potem powstał spór pomiędzy królem Niemiec Ludwikiem IV a księciem Austrii Fryderykiem III o koronę niemiecką. Wprawdzie w 1322 roku Ludwik pokonał Fryderyka, ale papież nie chciał go uznać królem. Rok później Jan ekskomunikował Ludwika, co spowodowało potępienie papieża przez Ludwika i koronowanie się na cesarza w 1328 roku. Król nakazał także wybrać na antypapieża Pietro Rainalducciego, który jako Mikołaj V utrzymał się w Rzymie tylko przez 2 lata. Po wyjeździe Ludwika IV antypapież uznał zwierzchnictwo Jana i został uwięziony w areszcie domowym.
W 1323 roku kanonizował Tomasza z Akwinu, a w 1329 roku potępił Mistrza Eckharta. Zmarł w wieku niemal dziewięćdziesięciu lat. W czasie swego pontyfikatu mianował wielu kardynałów francuskich, dając im wielką przewagę w Kolegium Kardynalskim.

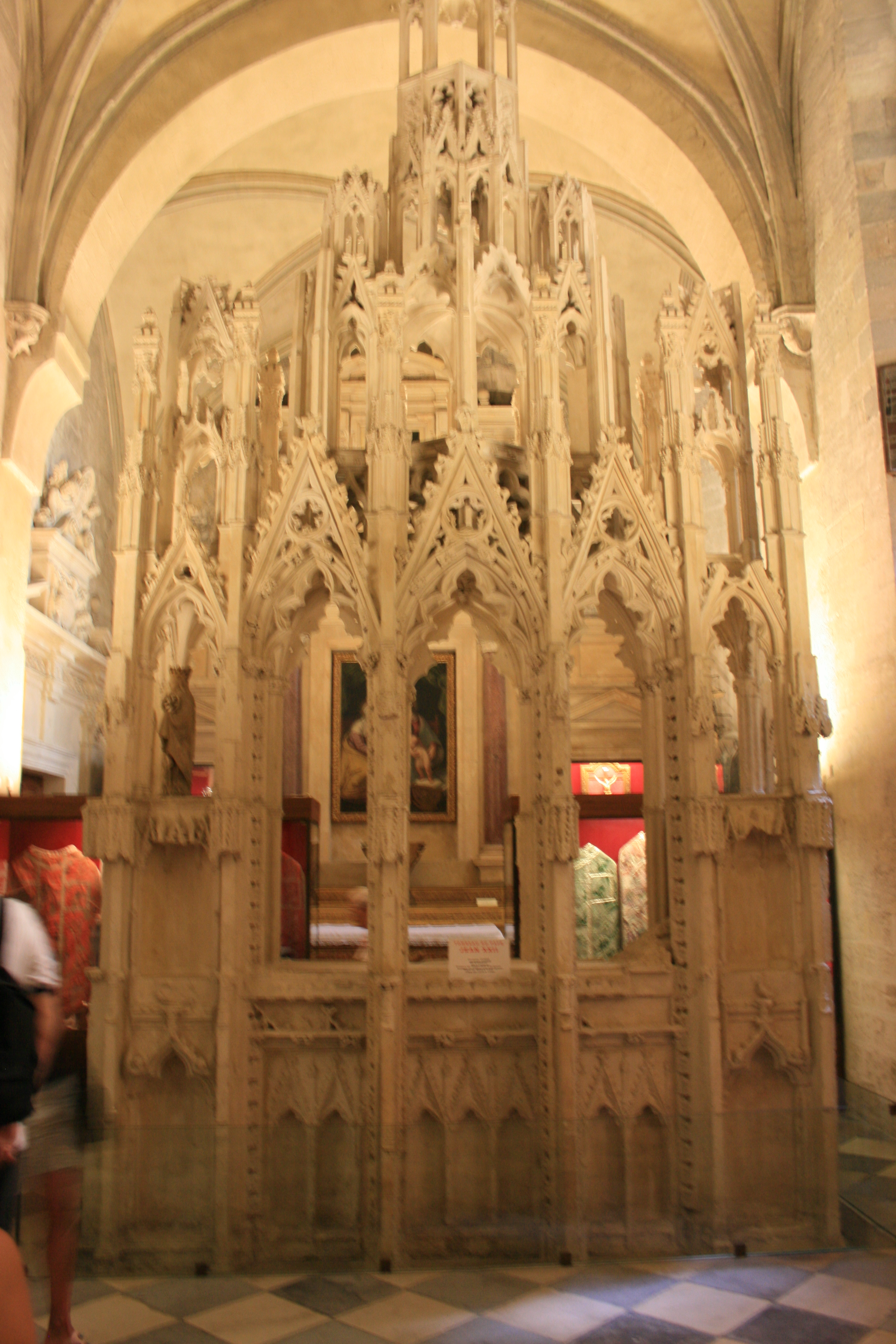
Grób Jana XXII w Katedrze Notre-Dame des Doms w Awinionie

Uważał, że dusze po śmierci nie mogą oglądać Boga – ma to nastąpić dopiero po Sądzie Ostatecznym. Tuż przed śmiercią, wyrzekł się swoich poglądów w obecności kardynałów. W rzeczywistości podawał własną interpretację spraw ostatecznych, tego co dzieje się z duszami po śmierci i kiedy dusze "oglądać będą Boga twarzą w twarz".